# London Chess Classic 2014
El London Chess Classic 2014 va ser un torneig d'escacs que va tenir lloc a Londres entre el 6 i el 14 de desembre de 2014.
El torneig principal va ser amb el format round-robin a una volta, on l'assignació dels colors de les peces va estar d'acord segons els guanyadors del torneig de ràpides elit (veure 'altres activitats' a sota). Per defugir de les taules, es va usar la regla de sofia i el sistema de puntuació com en el futbol (tres punts per victòria i un per les taules). Anand va ser el guanyador del torneig en el desempat, degut en haver aconseguit l'únic triomf amb les negres.

## Classificació
|   | Jugador           | Elo  | 1 | 2 | 3 | 4 | 5 | 6 | Punts | TPR  |
| - | ----------------- | ---- | - | - | - | - | - | - | ----- | ---- |
| 1 | Viswanathan Anand | 2793 | X | 1 | 1 | 1 | 3 | 1 | 7     | 2849 |
| 2 | Vladímir Kràmnik  | 2769 | 1 | X | 1 | 3 | 1 | 1 | 7     | 2854 |
| 3 | Anish Giri        | 2768 | 1 | 1 | X | 1 | 3 | 1 | 7     | 2854 |
| 4 | Hikaru Nakamura   | 2775 | 1 | 0 | 1 | X | 3 | 1 | 6     | 2781 |
| 5 | Michael Adams     | 2745 | 0 | 1 | 0 | 0 | X | 3 | 4     | 2638 |
| 6 | Fabiano Caruana   | 2829 | 1 | 1 | 1 | 1 | 0 | X | 4     | 2698 |

## Altres activitats
Amb un torneig principal més curt del costum, aquest any es va fer més èmfasi en els esdeveniments addicionals del festival, amb la partipació dels jugadors d'elit als torneigs d'escacs de ràpides i llampec. L'Elite Blitz, igual que el torneig principal, es va utilitzar el sistema de puntuació de tres punts per victòria i un punt per un empat. Altres esdeveniments van ser tenir el sistema de puntuació en la forma habitual (un punt per la victòria i mig punt per les taules).
Elite Blitz: Michael Adams, Hikaru Nakamura, Vladimir Kramnik 17/30, Anish Giri 16, Viswanathan Anand 10, Fabiano Caruana 9 (6 jugadors, round robin a doble volta).
Super Rapidplay Open: Hikaru Nakamura 9½/10, Anish Giri 8½, Fabiano Caruana, Viswanathan Anand, Vladimir Kramnik, Nigel Short, Aleksandr Lenderman, Eric Hansen, Daniel Naroditsky, Nicholas Pert, Alon Greenfeld, Simon Williams 8 ... (405 jugadors).
FIDE Open: Kamil Dragun, Jinshi Bai 7½/9, Vladislav Tkachiev, Bartosz Socko, Aleksandr Lenderman, Alexandr Fier, Alon Greenfeld, Jacek Stopa 7 ... (211 jugadors).
Challenge Match: Gawain Jones va derrotar Romain Edouard per 4-2. La sisena i última partida es va jugar a Heathfield School el 15 de desembre (al costat on es jugava el torneig principal).
Pro-Biz Cup: Anish Giri i Rajko Vujatovic (Bank of America, Merrill Lynch) varen derrotar Vladimir Kramnik i Russell Picot (HSBC) a la final.